# Darko Talić
Darko Talić (Banja Luka, 23 febbraio 1998) è un cestista bosniaco.

## Palmarès
- Campionato bosniaco: 3

Igokea: 2015-16, 2016-17, 2019-20
- Coppa di Bosnia ed Erzegovina: 5

Igokea: 2016, 2017, 2018, 2019, 2021